# Monohelea makonde
Monohelea makonde är en tvåvingeart som beskrevs av Meillon och Wirth 1983. Monohelea makonde ingår i släktet Monohelea och familjen svidknott. Inga underarter finns listade i Catalogue of Life.